# Okręg wyborczy nr 8 do Parlamentu Europejskiego w Polsce
Okręg wyborczy nr 8 do Parlamentu Europejskiego w Polsce – okręg wyborczy obejmujący teren województwa lubelskiego, z siedzibą okręgowej komisji wyborczej w Lublinie.

## Wyniki wyborów
| Podział 4 mandatów: Samoobrona: 1 PSL: 1 PO: 1 LPR: 1 |

| Podział 3 mandatów: PSL: 1 PO: 1 PiS: 1 |

| Podział 2 mandatów: PSL: 1 PiS: 1 |

| Podział 3 mandatów: KE: 1 PiS: 2 |

| Podział 2 mandatów: KO: 1 PiS: 1 |

## Reprezentanci okręgu
| PE   | Rok  | Poseł KW        | Poseł KW                            | Poseł KW                       | Poseł KW          | Poseł KW    | Poseł KW         | Poseł KW | Poseł KW          |
| ---- | ---- | --------------- | ----------------------------------- | ------------------------------ | ----------------- | ----------- | ---------------- | -------- | ----------------- |
| VI   | 2004 |                 | M. Piotrowski LPR (2004) PiS (2009) |                                | Z. Zaleski PO     |             | Z. Podkański PSL |          | W. Kuc Samoobrona |
| VII  | 2009 |                 | M. Piotrowski LPR (2004) PiS (2009) | L. Kolarska-Bobińska PO        | –                 | –           | –                | –        |                   |
| VII  | 2011 |                 | M. Piotrowski LPR (2004) PiS (2009) | L. Kolarska-Bobińska PO        | A. Bratkowski PSL |             | –                | –        |                   |
| VII  | 2013 | Z. Zaleski PO   | M. Piotrowski LPR (2004) PiS (2009) |                                | A. Bratkowski PSL |             | –                | –        |                   |
| VIII | 2014 |                 | M. Piotrowski LPR (2004) PiS (2009) | K. Hetman PSL (2014) KE (2019) | –                 | –           | –                | –        |                   |
| IX   | 2019 | B. Mazurek PiS  |                                     | K. Hetman PSL (2014) KE (2019) |                   | E. Kruk PiS | –                | –        |                   |
| IX   | 2023 | B. Mazurek PiS  | W. Karpiński KE                     |                                |                   | E. Kruk PiS | –                | –        |                   |
| X    | 2024 | M. Kamiński PiS |                                     | M. Wcisło KO                   | –                 | –           | –                | –        |                   |

### Wybory do Parlamentu Europejskiego 2004
| Komitet wyborczy                                      | Komitet wyborczy                                                      | Głosów | %     | Mandaty | Wybrani posłowie    |
| ----------------------------------------------------- | --------------------------------------------------------------------- | ------ | ----- | ------- | ------------------- |
|                                                       | Liga Polskich Rodzin                                                  | 82 162 | 23,60 | 1       | Mirosław Piotrowski |
|                                                       | Samoobrona Rzeczpospolitej Polskiej                                   | 55 755 | 16,01 | 1       | Wiesław Kuc         |
|                                                       | Platforma Obywatelska RP                                              | 55 017 | 15,80 | 1       | Zbigniew Zaleski    |
|                                                       | Polskie Stronnictwo Ludowe                                            | 51 056 | 14,66 | 1       | Zdzisław Podkański  |
|                                                       | Prawo i Sprawiedliwość                                                | 33 904 | 9,74  | –       |                     |
|                                                       | KKW Sojusz Lewicy Demokratycznej – Unia Pracy                         | 25 118 | 7,21  | –       |                     |
|                                                       | KWW Socjaldemokracji Polskiej                                         | 14 336 | 4,12  | –       |                     |
|                                                       | Unia Wolności                                                         | 7959   | 2,29  | –       |                     |
|                                                       | Narodowy KWW                                                          | 7230   | 2,08  | –       |                     |
|                                                       | Unia Polityki Realnej                                                 | 4814   | 1,38  | –       |                     |
|                                                       | Inicjatywa dla Polski                                                 | 3310   | 0,96  | –       |                     |
|                                                       | KWW – Ogólnopolski Komitet Obywatelski „OKO”                          | 2187   | 0,63  | –       |                     |
|                                                       | KKW Krajowa Partia Emerytów i Rencistów – Partia Ludowo-Demokratyczna | 2171   | 0,62  | –       |                     |
|                                                       | Polska Partia Pracy                                                   | 1922   | 0,55  | –       |                     |
|                                                       | KWW Konfederacja Ruch Obrony Bezrobotnych                             | 1226   | 0,35  | –       |                     |
| Frekwencja: 20,66% Źródło: Państwowa Komisja Wyborcza |                                                                       |        |       |         |                     |

### Wybory do Parlamentu Europejskiego 2009
| Komitet wyborczy                                      | Komitet wyborczy                                                       | Głosów  | %     | Mandaty | Wybrani posłowie                         |
| ----------------------------------------------------- | ---------------------------------------------------------------------- | ------- | ----- | ------- | ---------------------------------------- |
|                                                       | Prawo i Sprawiedliwość                                                 | 136 986 | 36,15 | 1       | Mirosław Piotrowski                      |
|                                                       | Platforma Obywatelska RP                                               | 112 221 | 29,61 | 1       | Lena Kolarska-Bobińska, Zbigniew Zaleski |
|                                                       | Polskie Stronnictwo Ludowe                                             | 51 954  | 13,71 | 1       | Arkadiusz Bratkowski                     |
|                                                       | KKW Sojusz Lewicy Demokratycznej – Unia Pracy                          | 24 725  | 6,52  | –       |                                          |
|                                                       | KKW Porozumienie dla Przyszłości – CentroLewica (PD+SDPL+Zieloni 2004) | 17 089  | 4,51  | –       |                                          |
|                                                       | Libertas                                                               | 12 207  | 3,22  | –       |                                          |
|                                                       | Samoobrona Rzeczpospolitej Polskiej                                    | 10 297  | 2,72  | –       |                                          |
|                                                       | Prawica Rzeczypospolitej                                               | 5890    | 1,55  | –       |                                          |
|                                                       | Unia Polityki Realnej                                                  | 5259    | 1,39  | –       |                                          |
|                                                       | Polska Partia Pracy                                                    | 2345    | 0,62  | –       |                                          |
| Frekwencja: 22,04% Źródło: Państwowa Komisja Wyborcza |                                                                        |         |       |         |                                          |

### Wybory do Parlamentu Europejskiego 2014
| Komitet wyborczy                                      | Komitet wyborczy                              | Głosów  | %     | Mandaty | Wybrani posłowie    |
| ----------------------------------------------------- | --------------------------------------------- | ------- | ----- | ------- | ------------------- |
|                                                       | Prawo i Sprawiedliwość                        | 164 578 | 41,20 | 1       | Mirosław Piotrowski |
|                                                       | Polskie Stronnictwo Ludowe                    | 70 055  | 17,54 | 1       | Krzysztof Hetman    |
|                                                       | Platforma Obywatelska RP                      | 64 889  | 16,24 | –       |                     |
|                                                       | Nowa Prawica – Janusza Korwin-Mikke           | 27 482  | 6,88  | –       |                     |
|                                                       | KKW Sojusz Lewicy Demokratycznej – Unia Pracy | 21 248  | 5,32  | –       |                     |
|                                                       | KKW Europa Plus Twój Ruch                     | 15 720  | 3,94  | –       |                     |
|                                                       | Solidarna Polska Zbigniewa Ziobro             | 13 932  | 3,49  | –       |                     |
|                                                       | Polska Razem Jarosława Gowina                 | 10 464  | 2,62  | –       |                     |
|                                                       | KWW Ruch Narodowy                             | 8994    | 2,25  | –       |                     |
|                                                       | Demokracja Bezpośrednia                       | 2121    | 0,53  | –       |                     |
| Frekwencja: 23,49% Źródło: Państwowa Komisja Wyborcza |                                               |         |       |         |                     |

### Wybory do Parlamentu Europejskiego 2019
| Komitet wyborczy                                      | Komitet wyborczy                                 | Głosów  | %     | Mandaty | Wybrani posłowie                        |
| ----------------------------------------------------- | ------------------------------------------------ | ------- | ----- | ------- | --------------------------------------- |
|                                                       | Prawo i Sprawiedliwość                           | 436 139 | 58,95 | 2       | Beata Mazurek, Elżbieta Kruk            |
|                                                       | KKW Koalicja Europejska PO PSL SLD .N Zieloni    | 208 392 | 28,17 | 1       | Krzysztof Hetman, Włodzimierz Karpiński |
|                                                       | KWW Konfederacja KORWiN Braun Liroy Narodowcy    | 32 706  | 4,42  | –       |                                         |
|                                                       | KWW Kukiz’15                                     | 29 567  | 4,00  | –       |                                         |
|                                                       | Wiosna Roberta Biedronia                         | 22 692  | 3,07  | –       |                                         |
|                                                       | KKW Lewica Razem – Partia Razem, Unia Pracy, RSS | 5302    | 0,72  | –       |                                         |
|                                                       | KWW Polska Fair Play Bezpartyjni Gwiazdowski     | 5071    | 0,69  | –       |                                         |
| Frekwencja: 43,84% Źródło: Państwowa Komisja Wyborcza |                                                  |         |       |         |                                         |

### Wybory do Parlamentu Europejskiego 2024
| Komitet wyborczy                                      | Komitet wyborczy                                                           | Głosów  | %     | Mandaty | Wybrani posłowie |
| ----------------------------------------------------- | -------------------------------------------------------------------------- | ------- | ----- | ------- | ---------------- |
|                                                       | Prawo i Sprawiedliwość                                                     | 292 019 | 47,16 | 1       | Mariusz Kamiński |
|                                                       | KKW Koalicja Obywatelska                                                   | 161 002 | 26,00 | 1       | Marta Wcisło     |
|                                                       | Konfederacja Wolność i Niepodległość                                       | 93 542  | 15,11 | –       |                  |
|                                                       | KKW Trzecia Droga Polska 2050 Szymona Hołowni – Polskie Stronnictwo Ludowe | 43 013  | 6,95  | –       |                  |
|                                                       | KKW Lewica                                                                 | 20 381  | 3,29  | –       |                  |
|                                                       | KWW Bezpartyjni Samorządowcy – Normalna Polska w Normalnej Europie         | 7342    | 1,19  | –       |                  |
|                                                       | PolEXIT                                                                    | 1864    | 0,30  | –       |                  |
| Frekwencja: 38,35% Źródło: Państwowa Komisja Wyborcza |                                                                            |         |       |         |                  |